# Storbranden i Turku
Storbranden i Turku (finsk: Turun palo, svensk: Åbo brand) opstod i den finske by Turku om aftenen den 4. september 1827. Det er til stadighed den største urbane brand i Finlands historie og i de nordiske lande.

## Beskrivelse af branden
Branden startede lidt før klokken 9 om aftenen den 4. september 1827 i borgeren Carl Gustav Hellmans hus på Aninkaistenmäki-bakken. Huset blev sandsynligvis stukket i flammer af gløder fra skorstenen på en nabobygning. Branden spredte sig hurtigt gennem det nordlige kvarter ned til den sydlige del af byen og henover Aurafloden, hvor bydelen omkring domkirken blev sat i brand før midnat. Den følgende dag havde branden nået at ødelægge 75% af byen. Kun omkring 25% af byen blev reddet, primært den vestlige og nogle af de sydlige dele.

Turkus bymidte, herunder Turku Domkirke og det Kongelige Akademi (finsk: Akatemiatalo), blev helt eller delvist ødelagt af branden. Katastrofen blev gjort mulig af en tør sommer op branden, vinde på aftenen til at sprede flammerne og mangel på brandbekæmpere, fordi mange indbyggere i byen besøgte et marked i Tampere den dag. Skaderne var omfattende og følgerne kunne mærkes i lang tid efter katastrofen. 27 personer døde, 11.000 stod hjemløse og hundredevis af sårede blev registreret.
Friedrich Wilhelm August Argelander, observator hos det Kongelige Akademi, var i Vartiovuori-observatoriet om aftenen den 4. september 1827. På grund af branden måtte han stoppe sit arbejde, og i sin logbog skrev han: "Dagens observation blev afbrudt af en forfærdelig brand, der reducerede Turku til aske". Observatoriet, beliggende på toppen af en høj bakke, blev reddet fra branden og arbejde i observatoriet blev genoptaget den 9. september. Da resten af Akademiet blev udsat for omfattende skader, blev alle nødvendige aktiviteter, såsom møder i konsistoriet og rektorens kontor, flyttet til observatoriet. Størstedelen af de finske arkiver, stort set alt materiale fra middelalderen, gik tabt i branden.

## Eftervirkninger
Turku var, på tidspunktet for branden og i nogen tid efter, den største by i Finland, og derfor var storbranden en enorm national katastrofe. Som konsekvens af nedbrændningen blev det Kongelige Akademi flyttet til Helsinki, som i 1812 var blevet gjort til hovedstad i Storfyrstendømmet Finland.
Generalguvernøren for storfyrstendømmet, Arsenij Zakrevskij, fik ansvaret for genopførelsen af byen efter storbranden. Hans forslag resulterede i, at Finlands senat valgte arkitekt Carl Ludvig Engel til at skabe en ny byplan for den nedbrændte by. Turkus byplan i dag er stadig baseret på Engels skakternsplan, som blev godkendt den 15. december 1828. Engels plan havde en stor betydning for, hvordan andre finske byer blev planlagt. De største bygninger i Turkus bymidte, domkirken og Akatemiatalo, blev restaureret og andre bygninger, som det gamle Rådhus og den tidligere sukkerfabrik, blev genopført. Størstedelen af byen skulle dog opføres fuldstændigt på ny.
Klosterbakken, som blev fuldstændigt reddet fra branden på grund af dens beliggened i udkanten af byen, blev freddet og blev åbnet som et frilandsmuseum i 1940.